# 1776 في الولايات المتحدة
فيما يلي قوائم الأحداث التي وقعت خلال عام 1776 في الولايات المتحدة. يحتفل بهذه السنة في الولايات المتحدة حيث نالت البلاد خلالها استقلالها بعد صدور إعلان الاستقلال يوم الرابع من يوليو.

## الأحداث
- 12 أغسطس - الثورة الأمريكية: توقيع نسخة من وثيقة إعلان الاستقلال من قبل 56 عضوًا في الكونجرس (لم يكن جميعهم حاضرين في 4 يوليو).[1]

## سياسة

### تعيين في المنصب
- 1 يناير – وليام باترسون Attorney General of New Jersey [الإنجليزية]‏.
- 5 يوليو – باتريك هنري حاكم فرجينيا [الإنجليزية]‏.

### انتهاء فترة المنصب
- 7 نوفمبر – بنجامين فرانكلين مدير مكتب البريد العام في الولايات المتحدة [الإنجليزية]‏.
- 7 نوفمبر – سيزر رودني مؤتمر فيلادلفيا.

## كتب
من الكتب التي صدرت هذه السنة في الولايات المتحدة:
- 1 يناير – الفطرة السليمة من تأليف توماس بين.[2]

## مواليد

### يناير
- 1 يناير – غابرييل بروسر
- 3 يناير – توماس موريس سياسي أمريكي.

### يوليو
- 5 يوليو – برنارد سميث سياسي أمريكي.

### أكتوبر
- 30 أكتوبر – جورج م بيب سياسي أمريكي.

### ديسمبر
- 30 ديسمبر – وليام درايتون سياسي أمريكي.

## وفيات

### سبتمبر
- 22 سبتمبر – نيثان هيل (مواليد 1755) ضابط من الولايات المتحدة الأمريكية.